# Козье (Тульская область)

## География
Село Козье расположено на левом берегу реки Красивая Меча. Высота над уровнем моря 165 метров. Ближайший населенный пункт Красногорское (Ведьмино).

## История
В начале XV века данная территория входила в состав Елецкой Земли, которая относилась к Рязанскому княжеству. В 1483 году Елецкая Земля была присоединена к Московскому княжеству. Это подтверждает договорная грамота от 1483 года между Иваном III и рязанским князем Иваном Васильевичем.
В договоре сообщается также о границах Елецкой Земли:
```
“...а тебе не вступатися в нашу отчину в Елеч и во вся Елецская места, а Меча нам ведати вопче”. 
```

Очевидно территории вдоль Красивой Мечи являлись пограничными, а сама река была естественным рубежом, по которому граничили территории Московского и Рязанского княжества.
В конце XVI века, одновременно с постройкой города-крепости Елец (конец 1591 года), был образован и Елецкий уезд. Уезд состоял из четырех станов:
- Елецкий стан — территория северо-западнее Ельца между реками Пальна и Воргол.
- Засосенский стан территория между реками Дон, Снова и Сосна.
- Воргольский стан территория между реками Воргол, Большая Чернява и Сосна
- Бруслановский стан территория между реками Красивая Меча, Пальна, Сосна и Дон.

Писцовые и межевые книги 1626—1630 гг. сообщают, упоминая починок (селение, возникшее на поляне, которую расчистили в лесу), что первые поселенцы из Елецкого уезда появились здесь в начале XVII века:
```
"Дубовотский в Желтоновской поляне па реке Мече "у каня камени" к Гостилову лесу".
```

Упоминание Коня-Камня позволяет сделать вывод, что эта территория расположена в районе современного села Козье.
Данные полученные из переписных книг города Ельца 1716 года позволяют говорить, что село Козье находилось в составе Бруслановского стана.
В 1777 году было создано Тульское наместничество, в состав которого вошел Ефремовский уезд. В 1781 году к Ефремовский уезду были добавлены земли, отделенные от Елецкого, Новосильского, Данковского и Епифанского уездов. Так село Козье перешло в состав Ефремовского уезда.

## Население
Население на 2011 год не более 50 жителей. Дома расположены двумя улицами — Верхней и Нижней, преимущественно одноэтажные с каменно-кирпичной кладкой.

## Достопримечательности
Наиболее известная достопримечательность — древний мегалит Конь-Камень, который, по словам старожилов, являлся культовым объектом вплоть до середины XX века. Раз в год совершалось обрядовое опахивание вокруг мегалита, чтобы предотвратить падёж скота. Также среди местных жителей бытует мнение что посидев на этом камне мужчины увеличивают мужскую силу, а у женщин возрастает способность к деторождению.

## Особенности
Одной из особенностей местной традиции является нетипичное для современной культуры захоронение покойников. Могила роется двухъярусной, внизу более узкой с расширяющимся выступом стенок выше уровня установки гроба. После опускания и установки гроба в нижнем ярусе на земляной выступ укладывается бревенчатый настил и уже на него засыпается земля.